# Златия (област Монтана)
Вижте пояснителната страница за други значения на Златия.
Златѝя е село в Северозападна България. То се намира в община Вълчедръм, област Монтана.

## География
Село Златия се намира в Северозападна България и е част от община Вълчедръм. Разположено е на десния бряг на река Цибрица, на разстояние 4 – 5 km от река Дунав. Селото се намира в едноименната местност Златията, известна като една от най-плодородните в България. По-голямата част от него е накацала по хълмистата част над реката (баира). Изкачвайки се по склона, се открива красива гледка към равнината на запад.

## История
По исторически данни селото е създадено 15 години преди 1800 г. или 15 г. след 1800 г. от власи, преселили се от Влашко. Образувано е от две махали – „Калугер махала“ и „Куле махала“.
На запад от река Цибрица (на 200 – 300 м от нея) е имало манастир, който не съществува днес. От там идва и името на Калугер махала, като спомен за този манастир. Възрастните жители на селото говорят добре влашки език. През 1951 година „Калугер махала“ е прекръстена на „Златия 1“, а „Куле махала“ – „Златия 2“.
Преди 1990 година жителите наброяват около 2300. Селото има ключово положение и значение за региона, и просперира. Действащи са 2 училища (начално и основно), детска градина, 2 стопанства, микропредприятия от леката и хранително-вкусовата промишленост. В съседство, до село Игнатово, действа и заведение за болнична помощ, което впоследствие е закрито.
Към футболния отбор на селото има детско-юношеска школа, а местният стадион не отстъпва по условия на базите на някои професионални тимове. Функционира и лятно кино, а към училищата – самодейни състави.
В околността действа организиран транспорт за ученици и служители на предприятия. Близостта до град Козлодуй (16 км), позволява на част от жителите да работят в намиращата се там АЕЦ и други фирми в региона.
Регионът е сред най-бедните в страната, а жителите на селото са малко над 700 души, повечето от които в преклонна възраст.

## Културни и природни забележителности
В близост до кметството в селото се намира историческият паметник на загиналите в Балканската, Междусъюзническата и Първата световна война. Паметникът е построен през 1932 година в чест на падналите бойци от селото. Той представлява постамент с войник на пост. Другият паметник се намира в долния край при влизане в селото и е построен през 1941 година в чест на падналите в Първата световна война. Около него има парк. В местността „Ръпето“, която се намира северно от селото, е имало немски бункер.

## Редовни събития
- Събор „Калуша“ – Провежда се всяка година в петък, събота и неделя на седмицата след „Св. Дух“ (Петдесетница).